# Wyższa Szkoła Społeczno-Ekonomiczna w Warszawie
Wyższa Szkoła Społeczno-Ekonomiczna w Warszawie – uczelnia niepubliczna, wpisana do rejestru MEN w 1996 roku. Uczelnia oferuje studia I stopnia (licencjackie) m.in. na kierunku „bezpieczeństwo narodowe” w systemie niestacjonarnym.
W początkowym okresie istnienia uczelnie studia niestacjonarne realizowane były z zastosowaniem przekazu wykładów w TV Edusat oraz wspomagane za pomocą platformy e-learningowej na której studenci mogli oglądać wykłady video w trybie off-line, zapoznać się z materiałami przygotowanymi przez wykładowców oraz rozwiązać testy zaliczeniowe. Uczelnia postawiona w stan likwidacji z dniem 10 sierpnia 2021 roku.